# إعادة الهيكلة
إعادة الهيكلة أو إعادة الإطار هي مصطلح يُستخدم في الإدارة المؤسسية للدلالة على عملية إعادة تنظيم الهيكل القانوني، أو الهيكل التملكي، أو التشغيلي، أو غيرها من هياكل الشركة بهدف جعلها أكثر ربحية، أو أكثر توافقًا مع احتياجاتها الحالية. ومن الأسباب الأخرى لإعادة الهيكلة: تغيير الملكية أو هيكل الملكية، أو انقسام الشركات، أو الاستجابة لأزمة أو تغيير كبير في النشاط التجاري، مثل الإفلاس، أو إعادة التموضع، أو الاستحواذ بالتمويل المرفوع. كما تُعرف هذه العملية أيضًا باسم "إعادة الهيكلة المؤسسية"، أو إعادة هيكلة الديون، أو إعادة الهيكلة المالية.
غالبًا ما يقوم المدراء التنفيذيون المعنيون بإعادة الهيكلة بالاستعانة بمستشارين ماليين وقانونيين للمساعدة في تفاصيل الصفقة والمفاوضات. وقد يتم تنفيذ العملية من قبل مدير تنفيذي جديد تم تعيينه خصيصًا لاتخاذ قرارات صعبة ومثيرة للجدل بهدف إنقاذ أو إعادة توجيه الشركة. وتتضمن إعادة الهيكلة في العادة تمويل الديون، وبيع أجزاء من الشركة للمستثمرين، وإعادة تنظيم أو تقليص العمليات التشغيلية.
تُعتبر إعادة الهيكلة بطبيعتها لعبة محصلتها صفر. حيث تهدف "إعادة الهيكلة الاستراتيجية" إلى تقليل الخسائر المالية، وتخفيض التوترات بين دائنين وحملة الأسهم، بما يسهم في تسوية سريعة في حالات الأزمات.

## إعادة هيكلة ديون الشركات
تشير إعادة هيكلة الديون أو إعادة جدولة الديون إلى إعادة تنظيم التزامات الشركات المستحقة. وهي آلية غالبًا ما تستخدمها الشركات التي تواجه صعوبات في سداد ديونها. وخلال هذه العملية، تُوزع الالتزامات الائتمانية على فترة زمنية أطول مع دفعات أصغر، مما يُمكن الشركة من الوفاء بالتزاماتها. وقد يوافق بعض الدائنين في هذه المرحلة على تحويل جزء من الدين إلى حقوق ملكية. ويُعد التعامل مع الشركات بطريقة شفافة وفي الوقت المناسب أمرًا حيويًا لضمان استمراريتها، لا سيما في ظل التحديات الداخلية أو الخارجية التي قد تهددها. وتسعى عملية إعادة الهيكلة إلى معالجة الصعوبات التي تواجهها الشركة وجعلها قابلة للاستمرار مجددًا.
الخطوات:
- التأكد من وجود سيولة كافية لدى الشركة لتستمر في العمل أثناء تنفيذ خطة إعادة الهيكلة الكاملة
- إعداد توقعات دقيقة لرأس المال العامل
- الحفاظ على خطوط اتصال مفتوحة وواضحة مع الدائنين الذين يتحكمون بشكل كبير في إمكانية الحصول على التمويل
- تحديث خطة العمل التفصيلية والاعتبارات الاستراتيجية[1]

## التقييمات في إعادة الهيكلة
تُستخدم التقييمات في عمليات إعادة الهيكلة كأدوات تفاوضية أكثر منها مجرد مراجعات مستقلة تهدف لتجنب النزاعات القانونية. ويُعد هذا الفرق بين التفاوض والإجراءات سمة مميزة بين إعادة الهيكلة المالية وتمويل الشركات.
ومن وجهة نظر متطلبات تسعير التحويل، قد تستلزم إعادة الهيكلة دفع ما يُعرف باسم رسوم الخروج أو التعويض عن التحول الاقتصادي.
انظر هنا لمزيد من النقاش حول أساليب تقييم الشركات المتعثرة.

## إعادة الهيكلة في السياق العربي
شهدت العديد من الدول العربية برامج واسعة لإعادة هيكلة الشركات، خصوصًا في ظل الخصخصة والتحول الاقتصادي. فشركات الطيران الوطنية، والمصارف، ومؤسسات الكهرباء والمياه، خضعت لعمليات إعادة هيكلة لتقليل التكاليف وتحسين الكفاءة. وتُعد دول الخليج مثل المملكة العربية السعودية والإمارات من بين الدول التي تبنّت نماذج ناجحة في هذا الإطار، مدفوعة برؤى اقتصادية مستقبلية. ومع ذلك، فإن بعض الدول الأخرى تواجه تحديات تتعلق بضعف الحوكمة والشفافية، مما يُصعّب تنفيذ خطط إعادة الهيكلة بشكل فعّال.

### نموذج إعادة الهيكلة في السعودية
تبنّت المملكة العربية السعودية نموذجًا شاملاً لإعادة الهيكلة ضمن إطار "رؤية السعودية 2030"، حيث أعادت هيكلة مؤسسات الدولة، وخصخصت عددًا من القطاعات مثل التعليم والصحة والمياه والنقل. كما خضعت شركات كبرى مثل "أرامكو" و"الخطوط السعودية" لإعادة تنظيم جزئي، وتم إنشاء هيئات لمتابعة الأداء وتحقيق كفاءة الإنفاق. وتهدف هذه الخطوات إلى رفع كفاءة الاقتصاد الوطني، وجذب الاستثمارات، وتنويع مصادر الدخل بعيدًا عن النفط.

### الإمارات نموذجا للتحول المؤسسي الرقمي
تبنّت دولة الإمارات نموذجًا فريدًا لإعادة الهيكلة يركّز على التحول الرقمي والابتكار الحكومي. فخلال السنوات الماضية، أُعيد تشكيل الهيكل الإداري عبر دمج الوزارات، وإنشاء كيانات متخصصة في الذكاء الاصطناعي والخدمات المستقبلية. كما جرى تحويل معظم الخدمات الحكومية إلى منصات ذكية، مما عزز الكفاءة والشفافية، وجعل الإمارات من بين الدول الرائدة في إعادة هيكلة القطاع العام من منظور رقمي.

### تجربة إعادة الهيكلة في مصر
بدأت مصر في تنفيذ برامج إعادة هيكلة شاملة منذ التسعينات ضمن إطار الخصخصة والإصلاح الاقتصادي. وتركّزت الجهود مؤخرًا على تطوير شركات قطاع الأعمال العام من خلال تطبيق أنظمة رقمية متقدمة، ودمج الكيانات المتشابهة، وتحسين الأداء المالي والإداري. كما تم إطلاق برنامج للطروحات الحكومية في البورصة، يشمل حصصًا من شركات استراتيجية، بهدف جذب الاستثمارات وتعزيز الحوكمة.

## إعادة الهيكلة في أوروبا

### "النهج اللندني"
تاريخيًا، تعاملت البنوك الأوروبية مع الإقراض وهياكل رأس المال ذات التصنيف غير الاستثماري بطريقة مباشرة نسبيًا. وفي المملكة المتحدة، عُرف هذا الأسلوب باسم "النهج اللندني"، وكان يركّز على تجنب شطب الديون بدلاً من تزويد الشركات المتعثرة بهيكل رأسمالي مناسب لحالتها. إلا أن هذا النهج أصبح غير عملي في تسعينيات القرن العشرين مع تصاعد استثمارات رأس المال الخاص، التي أدت إلى زيادة الطلب على هياكل رأسمالية مرتفعة الرافعة المالية، وظهور سوق السندات عالية العائد والديون المساندة (Mezzanine). كما جذب حجم الديون المتعثرة المتزايد صناديق التحوط، وأسهمت المشتقات المالية في تعميق السوق، وهي تطورات خرجت عن سيطرة كل من الجهات التنظيمية والبنوك التجارية الكبرى.

## الخصائص
- إدارة النقد وتوليد السيولة أثناء الأزمات
- خدمات استشارية للقروض المتعثرة (ILAS)
- الاحتفاظ بالإدارة الحالية للشركة من خلال منح "مكافآت الاستمرار" أو منح أسهم ملكية
- بيع أصول غير مستغلة، مثل البراءات أو العلامات التجارية
- الاستعانة بمصادر خارجية لوظائف مثل الرواتب والدعم الفني إلى طرف ثالث أكثر كفاءة
- نقل العمليات الصناعية أو الإنتاجية إلى مواقع منخفضة التكلفة
- إعادة تنظيم وظائف مثل المبيعات والتسويق والتوزيع
- إعادة التفاوض بشأن عقود العمل لتقليل التكاليف العامة
- إعادة تمويل ديون الشركة لتقليل مدفوعات الفوائد
- تنفيذ حملة علاقات عامة كبرى لإعادة تموضع الشركة في السوق
- تخلي حملة الأسهم السابقين عن كامل أو جزء من ملكيتهم (وفي حال تبقى جزء صغير من الكيان السابق يُطلق عليه سهم متبقٍ)
- تحسين الكفاءة والإنتاجية من خلال استثمارات جديدة، والبحث والتطوير، والهندسة المؤسسية
- إدارة الالتزامات من خلال صفقات مثل الفخ المالي أو ما يعرف بـمناورة باب المصيدة

## النتائج
عند تنفيذ إعادة الهيكلة بشكل فعّال، يُفترض أن تُصبح الشركة أقل عبئًا، وأكثر كفاءة وتنظيمًا، وأكثر تركيزًا على أعمالها الأساسية، مع خطة استراتيجية ومالية محدثة. وإذا كانت الشركة المعاد هيكلتها جزءًا من عملية استحواذ بالرافعة المالية، فمن المحتمل أن تقوم الشركة الأم ببيعها لاحقًا لتحقيق ربح، إذا أثبتت إعادة الهيكلة نجاحها.

## وصلات خارجية
- Infoworld - "HP to slash 14,500 jobs in major restructuring move" قالب:وصلة أرشيف
- CBC News - "Stelco unveils restructuring plan"
- موقع مشروع TRACE، وهو مشروع نقابي أوروبي واسع النطاق يحتوي على موارد ومواد تدريبية حول إعادة الهيكلة
- أخبار مالية حديثة من Trending Storiees
- موقع مشروع MIRE (مراقبة الابتكار في إعادة الهيكلة في أوروبا) قالب:وصلة أرشيف
- مستشارو إعادة هيكلة الشركات في الهند
- صندوق أدوات إعادة الهيكلة الأوروبي – موقع Anticipedia التابع للمفوضية الأوروبية
- الصحة في إعادة الهيكلة: مقاربات مبتكرة وتوصيات سياسات (HIRES) قالب:وصلة ميتة
- مرصد إعادة الهيكلة الأوروبي (Eurofound) – يتابع الأحداث الكبرى في إعادة الهيكلة في أوروبا ويغطي دول الاتحاد الأوروبي الـ28 بالإضافة إلى النرويج

قالب:توظيف